# 营救汪星人
《营救汪星人》是一部于2019年上映的中国萌宠喜剧电影，由導演梁婷執導，成毅，阿拉蕾，文松，林雪，唐本，球球，欧弟，郑则仕，Jackson周嘉诚，赵宇彤，蓝博主演，于2019年3月8日在中国大陆上映。最特别的主演是一群可爱的萌宠狗。其中有冠军狗。

## 剧情
这是一部关于萌宠的喜剧电影，退役警犬训练员，与其训练多年的立功无数的功勋犬拉布拉多——大雄，任职星级宠物俱乐部店长，收养了十多只流浪犬，一夜之间街坊邻居的爱犬全部失踪。成斌与大雄踏上了营救之路，并展开了惊心动魄的生死营救。营救途中意外卷入犯罪团伙的案件中，成斌与大雄及流浪狗联合与犯罪团伙作斗争，勇获全胜，为国家安定繁荣贡献了一份力量。最后，一百多只汪星人重获自由的故事。